# 俄羅斯的塔緹雅娜·康斯坦丁諾芙娜公主
塔緹雅娜·康斯坦丁諾芙娜（俄语：Татьяна Константиовна，1890年1月23日—1979年8月28日），俄羅斯康斯坦丁·康斯坦丁諾維奇大公的女兒，母親是薩克森-阿爾滕堡的伊莉莎白。

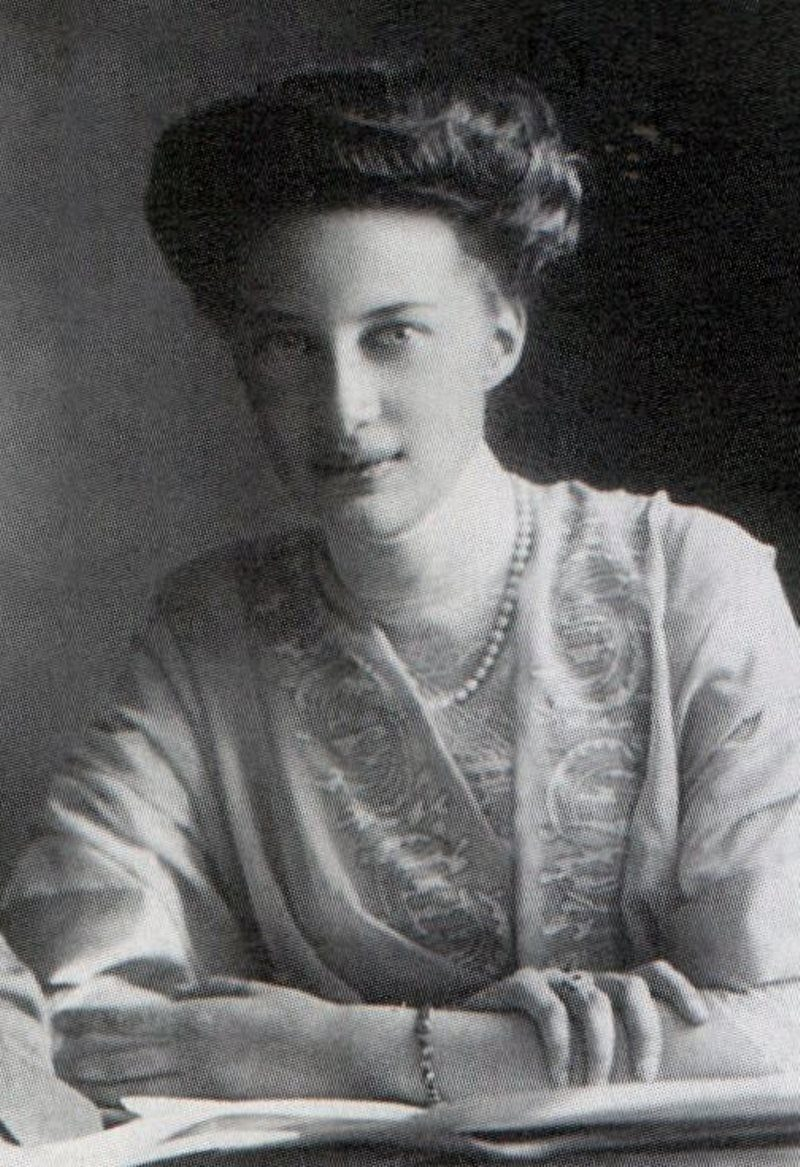
塔緹雅娜·康斯坦丁諾芙娜

## 家庭
1911年，塔緹雅娜與穆克拉尼的康斯坦丁·巴格拉季昂結婚，兩人共有1子1女：
1. 泰穆拉茲·巴格拉季昂（英语：Teymuraz Bagration）（1912年—1992年）
2. 娜塔莎·巴格拉季昂（英语：Natasha Bagration）（1914年—1984年）